# Literaturjahr 1495
Liste der Literaturjahre

◄ | 1491 | 1492 | 1493 | 1494 | Literaturjahr 1495 | 1496 | 1497 | 1498 | 1499 | ► | ►►

Weitere Ereignisse
Dieser Artikel behandelt das Literaturjahr 1495.

## Ereignisse
- Februar–März: Eine Ausgabe von Konstantinos Laskaris griechischer Grammatik Ἐρωτήματα (Erotemata „Fragen“) mit einer parallelen lateinischen Übersetzung (Grammatica Graeca) von Johannes Crastonis ist das erste Buch, das von Aldus Manutius in Venedig mit von Francesco Griffo hergestellten Schrifttypen veröffentlicht wird.
- 15. Mai: In Valencia erscheint das Schachbuch Libre dels jochs partits dels schacs en nombre de 100, ordenat e compost per mi Francesch Vicent nat en la ciutat de Segorb e criat e vehi de la insigne e valerosa ciutat de Valencia von Francesc Vicent in Druk.

### Literaturgeschichte

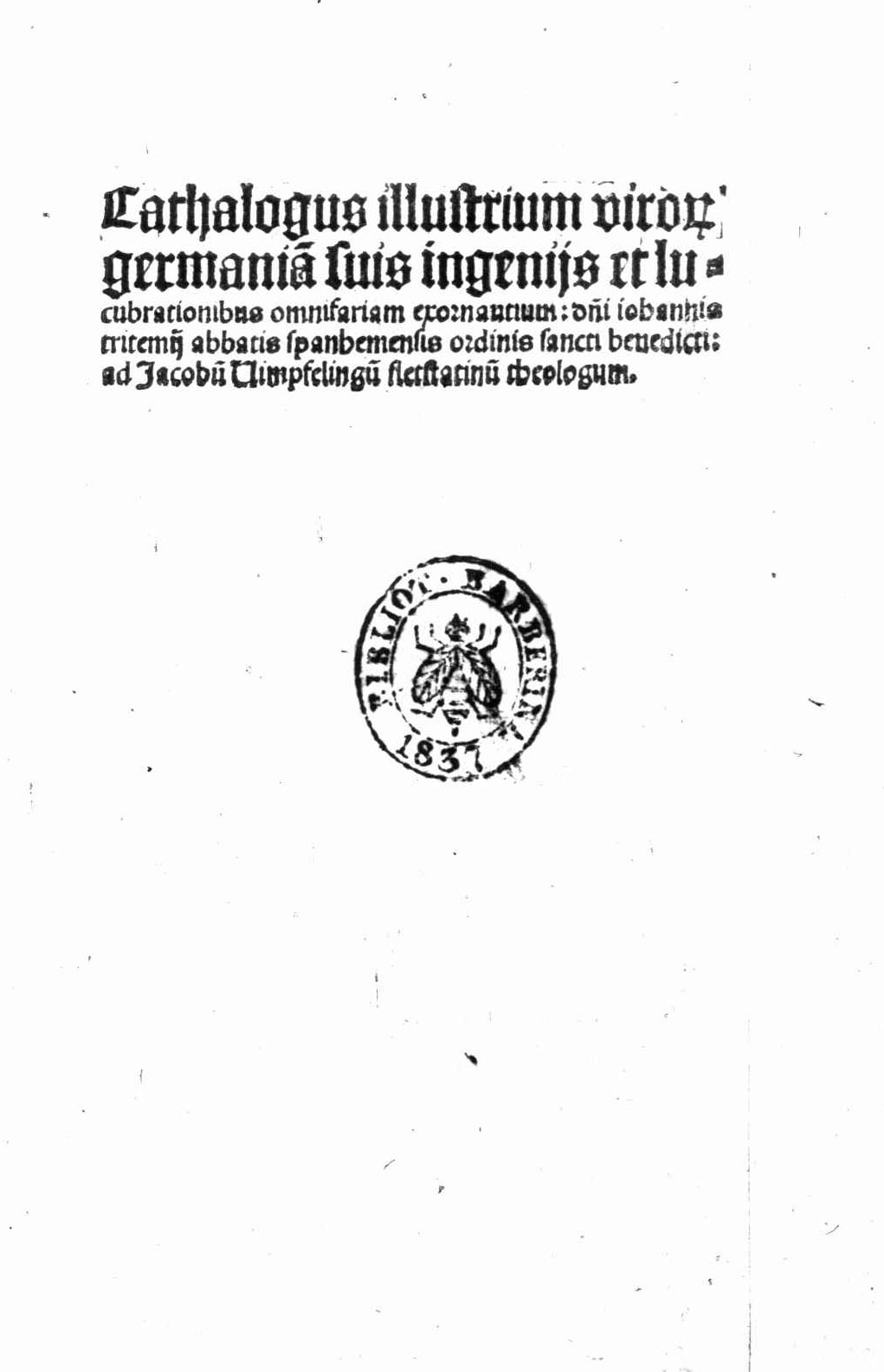
Johannes Trithemius – Cathalogus illustrium virorum germaniam, Titelseite

- Johannes Trithemius veröffentlicht von 1491 bis 1495 sein Cathalogus illustrium virorum germaniam suis ingenijs et lucubrationibus omnifariam exornantium, ein Nachschlagewerk über deutsche Schriftsteller und Schriftstellerinnen des Mittelalters. Das Buch gilt als erste deutsche Literaturgeschichte.

### Medizin
- Das erste medizinische Werk zur „Französischen Krankheit“ erscheint in Druck, nachdem es während der Besatzung Neapels durch Karl VIII. zu einem Ausbruch der Krankheit unter seinen Truppen gekommen ist. Die Krankheit breitet sich in der Folge epidemisch in Italien und Europa aus.

### Philosophie
- Aldus Manutius veröffentlicht in Venedig von 1495 bis 1498 fünf Bücher des Aristoteles. Es folgen Werke von Theokrit, Aristophanes und Vergil, Juvenal, Petrarca, Martial, Thukydides, Sophokles und Herodot, Euripides, Homer, Pindar und Platon. Das Jahr 1495 markiert den in Manutius’ Offizin einsetzenden Beginn des Druckes griechischer Texte.

## Geboren

### Geburtsdatum gesichert

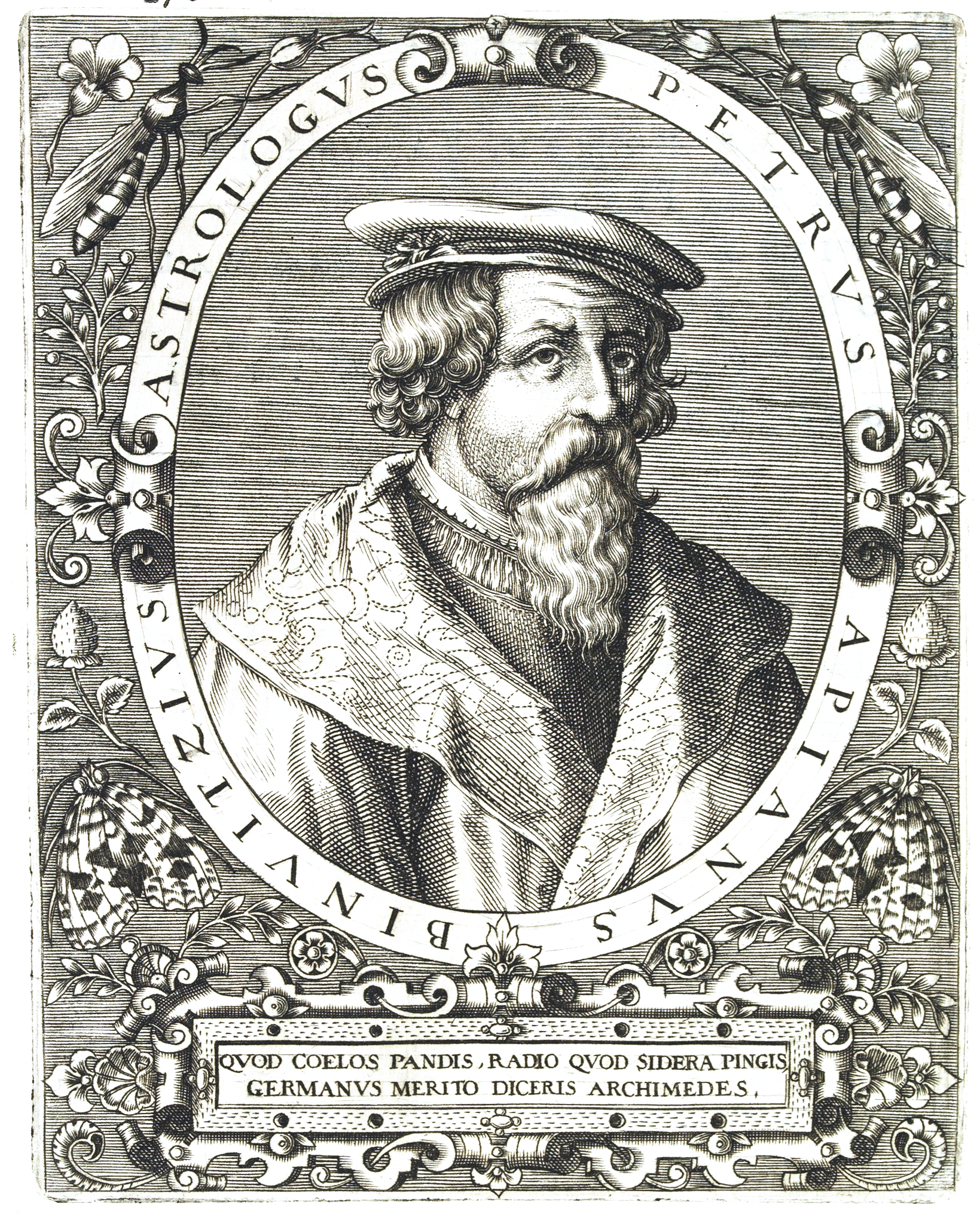
Peter Apian; * 16. April

- 16. April: Peter Apian, deutscher Mathematiker, Astronom, Geograph und Kartograf, außerdem Drucker und Herausgeber († 1552)
- 1. November: Erhard Schnepf, deutscher Theologe und Reformator († 1558)
- 21. November: John Bale, englischer Geistlicher und Dramatiker († 1563)
- 4. Dezember: Matthäus Alber, deutscher Reformator († 1570)

### Genaues Geburtsdatum unbekannt
- Marcin Bielski, polnischer Dichter und Chronist, Pionier der polnischen Sprache († 1575)
- Marie Dentière, deutsche reformierte Theologin, Schriftstellerin und Reformationshistorikerin († 1561)
- Hans Lufft, Buchdrucker in der Reformationszeit, genannt der „Bibeldrucker“ († 1584)

### Geboren um 1495
- Eustorg de Beaulieu, französischer Autor, Geistlicher, Organist und Komponist († 1552)
- James Wedderburn, schottischer Dichter († 1553)

## Gestorben
- 5. Februar: Johannes Frauenburg, Schulmeister, Stadtschreiber (Kanzleivorsteher), Ratsherr und Schöffe, Bürgermeister (* um 1430)

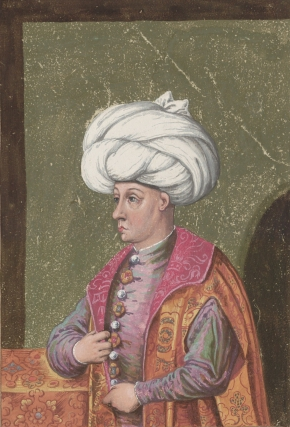
Cem Sultan; † 25. Februar

- 25. Februar: Cem Sultan, osmanischer Prinz und Dichter, Thronprätendent des Osmanischen Reichs (* 1459)

- 31. Oktober: Wenzeslaus Brack, deutscher Frühhumanist und Wörterbuchautor
- 14. November: Nikolaus von Siegen, Benediktinermönch, Geschichtsschreiber und Chronist (* um 1450)
- 29. November: Gabriel Biel, deutscher scholastischer Philosoph (* vor 1410)
- 6. Dezember: Jakob Sprenger, Gelehrter und Schriftsteller des Dominikanerordens, möglicherweise Koautor des Hexenhammers (* 1435)